# شوالدورف
شوالدورف (به آلمانی: Schwalldorf) یک منطقهٔ مسکونی در آلمان است که در روتنبورگ آم نکا واقع شده‌است. شوالدورف ۷۸۸ نفر جمعیت دارد.